# Regentschaft bei den Akan
In vielen Teilen Westafrikas gibt es die alte Tradition des Regententums.
So haben auch die verschiedenen Gruppen der Akan in der Elfenbeinküste und in Ghana eigene Hierarchiestrukturen entwickelt, welche in der Vergangenheit die politische Herrschaft regional und teilweise überregional ausübten. Sie existieren auch heute noch teilweise parallel zu den demokratischen Strukturen der Länder. In der Kolonialzeit bezeichneten die Briten die einheimischen Herrscher des Landes allgemein als Chief (Häuptling), was sich im gesamten anglophonen Sprachraum als Bezeichnung für einen Träger der Häuptlingswürde eingebürgert hat. Häufig wird in diesem Zusammenhang auch King (König) gebraucht.

## Geschichte
Über die Wurzeln der Regentschaft bei den Akan-Völker weiß man nicht allzu viel. Häufig geht die Häuptlingswürde auf die Abirempon zurück, d. h. jene Pioniere, welche einstmals ihre Familiengruppen (inklusive die sie begleitenden Sklaven) an den späteren Wohnort führten. Sie und die Leute in ihrer Begleitung waren es, die mit Waldrodungen oder ähnlichen Arbeiten zur Sicherung der allgemeinen Überlebensbasis begannen. Bezüglich der Kernfamilien entstand schließlich eine Art privilegierter Status. Kam dabei noch eine militärische Komponente hinzu, z. B. hinsichtlich einer realen Verteidigung gegenüber eindringenden Raumkonkurrenten, kann man durchaus von einem Adelsstand sprechen, den diese Familien gegenüber den anderen lokalen oder regionalen Gruppen erlangten. Das war in Westafrika nicht anders als in Europa oder anderswo, nur etwa mit einer zeitlichen Verschiebung.
Allerdings waren die realen Machtverhältnisse meistens sehr unterschiedlich und mehr oder weniger nur vorhanden, wenn es auch tatsächlich zur Bildung eines staatlichen Gemeinwesens gekommen ist. Allerdings fielen viele Akan-Staaten auch wieder auseinander oder wurden erobert. Andere teilten sich, wie im Falle von Akim, in mehrere Teilstaaten, welche zwar politisch mehr oder weniger unabhängig waren, aber in Fällen von Kriegen gemeinsam agierten. Im Allgemeinen erschütterten immer wieder innere und äußere Kriege die Akan-Staaten und zwangen bestimmte Akan-Gruppen zum Abwandern, was zur Neugründung eigener Gemeinwesen in fremden Territorien führte, wie z. B. im Falle der Baulé im Gebiet der heutigen Elfenbeinküste oder im Falle der Stadt Anecho (das frühere Klein-Popo) an der Küste des heutigen Togo. Die dortigen Führer oder Oberhäupter kann man jedoch nicht (mehr) mit ihren Herkunftsregionen und deren Machthabern in Verbindung bringen, denn häufig waren es Bürgerkriege, die aufgrund von Streitigkeiten zwischen verfeindeten und um die Macht konkurrierenden Familiengruppen entstanden waren und die diese Gruppen zum Abwandern veranlasst hatten. Im Falle von Akwamu sah sich im Jahre 1730 sogar eine ganze Nation veranlasst, großflächig ihr bisheriges Siedlungsgebiet zu verlassen.
Die Europäer hatten in der Vergangenheit hinsichtlich der Häuptlingshierarchien zumindest ein gewisses Verständnisproblem, weil man geneigt war, europäische Adelsstrukturen auf Westafrika zu übertragen. Dies war aber nur teilweise gerechtfertigt. In diesem Zusammenhang kann man zum Beispiel den Asantehene als Führer des Volkes der Aschanti durchaus als wirklichen König bezeichnen, da er territorial über zahlreiche akanische und nicht-akanische Gruppen geherrscht hat. Bei anderen westafrikanischen Herrschern, wie zum Beispiel dem Mogo Naba, wäre sogar der Begriff Mossi-Kaiser gerechtfertigt oder beim Alafin von Oyo Yoruba-Kaiser.
Als 1957 die Republik Ghana gegründet wurde, kam man überein, dass die traditionellen Regentschaftssysteme respektiert werden sollten. Als Präsident Rawlings 1982 an die Macht kam, änderte sich die Lage. In den 20 Jahren seiner Amtszeit wurden einzelne Chiefs verfolgt und angeklagt, häufig unter Anklage der Korruption und Veruntreuung von Staatsgeldern und das oft zu Recht, wie z. B. im Falle von Geldern, die von Bergbauunternehmen an die Kommunen flossen als Entschädigung für durch den Bergbau geschädigte Bauern.
Als im Jahr 2001 John Agyekum Kufuor Präsident wurde, erfuhr das System der Regentschaft eine erneute Rehabilitation.

## Gegenwart
Das System der Regentschaft ist heute offiziell anerkannt. Politiker fragen die Regenten um Rat, weil diese gewöhnlich dem Volk näher sind. Das höchste Gremium der Regenten ist das National House of Chiefs in Accra. Daneben gibt es auch regionale Komitees. Bei Problemen zwischen den Regenten übernimmt das House of Chiefs eine Schiedsfunktion.

## Hierarchie

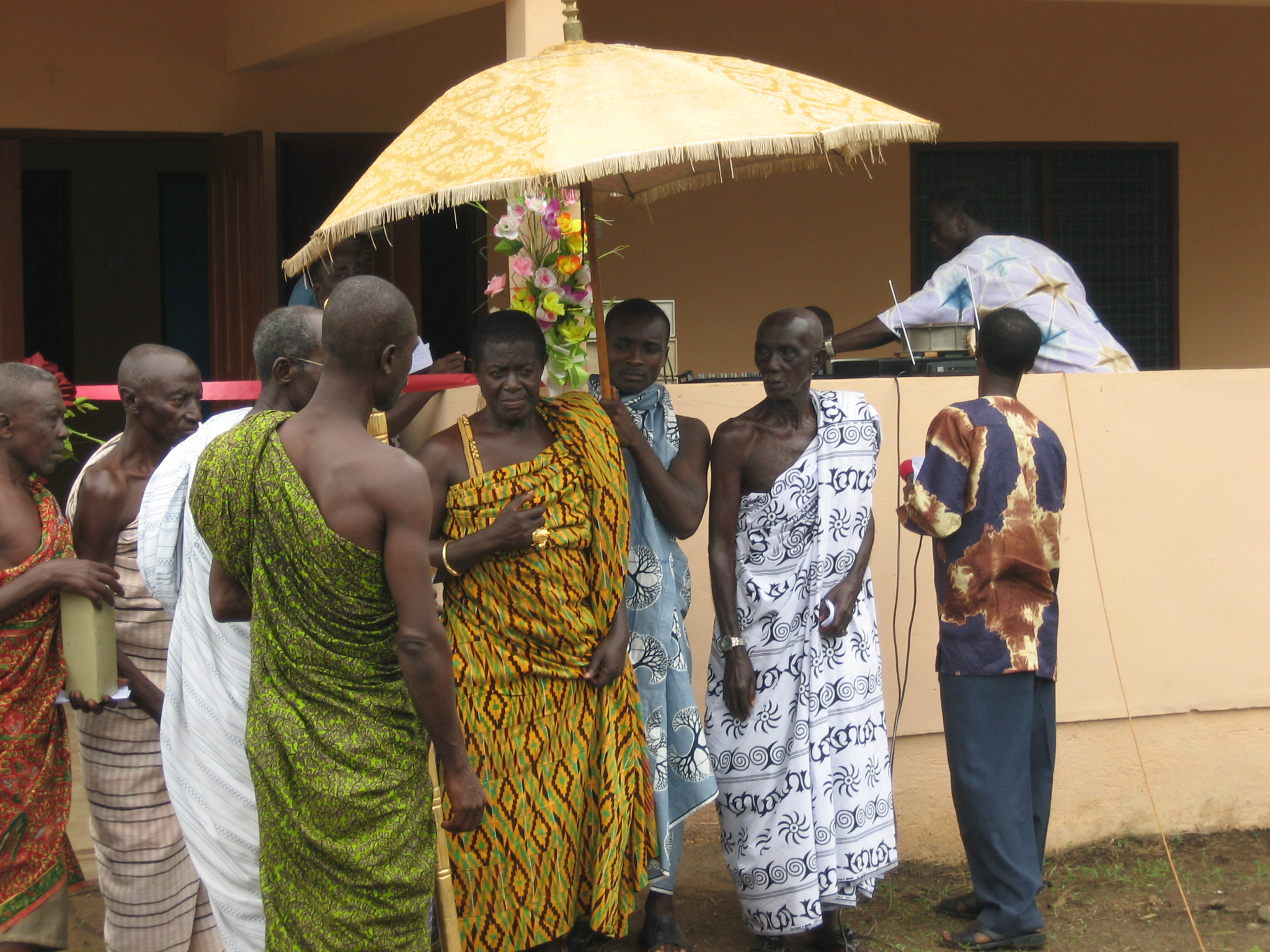
Aschanti chiefs, Mampong

Der höchste Rang ist der des Paramount Chief (Oberster Häuptling). Innerhalb des Volks der Akan gibt es Untergruppen wie zum Beispiel die Aschanti und die Fante. Die Aschanti haben nur einen Paramount Chief, den Asantehene. Der gegenwärtige Asantehene heißt Otumfuo Osei Tutu II. Gewöhnlich besuchen ausländische Staatsgäste außer dem Präsidenten auch noch den Asantehene.
Die Fante dagegen haben mehrere Paramount Chiefs, ein jeder mit eigenen kleinen Territorien. So ist der Einfluss eines Fante-Paramount Chiefs im Vergleich zum Asantehene nur ein sehr geringer.
In der Hierarchie unter den Paramount Chiefs stehen die übrigen Häuptlinge (Chiefs) und unter denen Unter-Häuptlinge (Sub-Chiefs oder Unter-Regenten).
Ein Unter-Häuptling hat in etwa die Funktion eines Dorf-Bürgermeisters. Die meisten Regenten haben ein eigenes Territorium und darüber hinaus zumeist noch eine Funktion am Hof des Paramount Chief. Der größte Teil dieser Funktionen ist traditionell, es sind aber in den letzten Jahren einige Neuschöpfungen hinzugekommen. Häuptlingswürde und Amtsfunktion sind in den meisten Fällen erblich an bestimmte Familien gebunden. Solche Häuptlinge werden auch Odekro, Odikrofo, Odikro oder Odekuro (Plural: A-...) genannt und kennzeichnen sowohl in Asante als auch in Akim zumeist einen Stuhlinhaber und Häuptling, der auch Dorfoberhaupt ist. Mitunter ist aber Odikro auch nur die allgemeine Bezeichnung irgendeines Unterhäuptlings, ohne dass dieser das Amt irgendeines Stuhles bekleidet. Letztere stehen in der politischen Hierarchie eines Akan-Staates zumeist unter einem Safohene (Plural: Nsafohene) oder sind direkt dem Omanhene (König) unterstellt. Die Adikrofo als auch die Nsafohene bilden die Beamtenschaft eines Akan-Staates. Ihre Aufgaben können von unterschiedlicher Natur sein und bspw. von der lokalen, zivilen Verwaltung bis hin zu religiösen oder militärischen Ämtern reichen.
Ein Häuptling schlichtet in bedeutenden Rechtsfragen und entscheidet über alle wichtigen politischen und ökonomischen Fragen, die seine Region betreffen. Wenn jemand in ein Amt eingesetzt wird, erhält er neben seinen eigenen Namen auch einen Amtsnamen. Normalerweise ist das der Name eines seiner Amtsvorgängers, der dann durch eine Ordnungszahl ergänzt wird. Zum Beispiel hieß der ab Mai 1970 amtierende Asantehene (König der Aschanti) Otumfuo Opoku Ware II., sein bürgerlicher Name lautete jedoch J. Matthew Poku.

## Königinmutter
Eine Ohemmaa ist die Königinmutter. Je nach Akan-Staat wurde in der Namensbezeichnung das Präfix „O-...“ (kennzeichnet den Singular) mitunter auch durch den Landesnamen ersetzt, so dass zum Beispiel die Königinmutter von Asante auch gleichzeitig als Asantehemmaa bezeichnet wurde. Die Königinmutter gilt bei den Akan als Repräsentantin des Schöpfergottes Nyame, bzw. seiner weiblichen Seite (= des Mondes), d. h., eine Königin-Mutter gilt als Tochter der Mond-Mutter, in der sich die weibliche Seite von Nyame personifiziert darstellt. So, wie Nyame der Eigner des Universums ist, und sein Sohn Nyankopon der Herrscher des Universums, der eigentlich Nyame gehört, so ist auch die Königin-Mutter der „Eigner“ des Akan-Staates, über den ihr Sohn, der König regiert. Der Akan-König verwaltet praktisch nur ihren Besitz. Da Nyankopon, d. h. der Sohn des Nyame, in der Sonne (Owia) personifiziert gesehen wird, wird bei den Akan der Sohn der Königin-Mutter auch als Sonnen-König bezeichnet bzw. tituliert.
Eine Ohemmaa hat auch eine eigene spezielle Dienerschaft, die in Asante Nkotimsefo genannt wird und welche nur aus Mädchen und jungen Frauen besteht. Ihre Symbole bzw. die ihrer Dienerinnen sind das liegende, rechtwinklige Andreaskreuz, bzw. die Flügel eines „weiblichen“, d. h. nach rechts gezeichneten Hakenkreuzes, dessen Flügel den Lauf des Mondes versinnbildlichen sollen.
Der Titel einer Königinmutter kann sich heute sowohl auf den Paramount-Rang sowie auch auf die Ränge darunter beziehen. Diese Frau muss nicht unbedingt die Mutter des amtierenden Königs sein. Ihre Herrschaftsrolle liegt heute vornehmlich im sozialen Bereich.

## Traditionelle Ämter auf Staatsebene
Fast alle Amtsbezeichnungen besitzen in der Twi-Sprache die Endung „...-hene“, historisch auch „...-hin“ oder „...-hen“. Dies ist von „Ohéne“ (Plural: „Ahemfo“) abgeleitet, was in der Vergangenheit mit König, Prinz, Häuptling etc. übersetzt wurde. Ohene steht aber auch gleichzeitig für das mit dem Titel verbundene Amt. Der Machtbereich eines Regenten definiert sich bei den Akan jedoch eher nach ethnischen als nach territorialen Gesichtspunkten. Besonders in den Randbereichen des Akanlandes, wo es regional zu Vermischungen mit anderen Völkern kommt, aber nicht nur hier, hat jede Volksgruppe ihren eigenen Häuptling mit eigenen Machtbefugnissen.
Das Konzept eines Staatsdienstes wird in der Twi-Sprache als Esom bezeichnet und dessen Verwaltung daher auch Esomdwuma (wörtl. „Beschäftigt in Diensten“) genannt. Hinzu kommt noch, dass man Senior-Beamte (Esomfo-panyin) von den übrigen Amtsträgern Esomfo oder Ahenkwa (letzteres bedeutet „Diener des Königs“) abgrenzt. In der Vergangenheit hat man auf der Gold- und Sklavenküste seitens der Europäer wichtige Staatsbeamte als Captains bezeichnet.

### Wichtigste zivile Ämter
Omanhene  

Omanhene ist ein allgemeiner Ausdruck für den obersten Regenten einer sich als Nation definierenden Volksgruppe der Akan. Die angelsächsische Übersetzung des Titels Omanhene ist Paramount Chief („Oberster Regent“). Der Omanhene von Nkusukum ist beispielsweise einer von fünf Paramount Chiefs im Mfantsiman District.
 Gyasehene, Gyaasewahene  

„Gyase“ heißt „Küche“ und der Gyasehene ist derjenige, der für das Wohlbefinden des Omanhene und für alle inneren Angelegenheiten verantwortlich ist. Besucher des Omanhene müssen sich über den Gyasehene anmelden, der die Besuche kontrolliert und organisiert.
Im speziellen Fall von Asante war der Gyaasehene der Schatzmeister, oder besser gesagt der „Leiter des Schatzmeisteramtes“ am Hofe des Königs. Er war verantwortlich für die Durchführung einer allgemeinen finanziellen Budget- und Ausgabenkontrolle und er führte den Vorsitz am Finanzgericht (englisch: Exchequer Court). Das vom Gyaasehene besetzte Amt nannte sich auch der „Pinanko-Stuhl“, ein Begriff der parallel zu „Gyaasewa“ als Stuhlbezeichnung verwendet wurde. Ihm unterstellt waren der Sanaahene, der für die Routineverwaltung der „Großen Truhe“ oder Schatzkammer verantwortlich war. Dem Sanaahene unterstellt, und somit auch dem Gyaasehene war der Fotosanfohene, welcher der Chef der Kassierer oder Wiegemänner war. (Als Zahlungsmittel diente in der Vergangenheit zumeist Goldstaub, für dessen Abwiegen der Fotosanfohene und seine Männer zuständig waren.) Das Amt des Fotosanfohene wurde auch als der „Nnimbi-Stuhl“ bezeichnet.
Speziell in Asante der Gyaasehene auch der Befehlshaber der Leibgarde des Königs.
 Okyame  

Ein Häuptling hat zumeist einen oder mehrere Sprecher (Twi: Okyeame, Sg.) an seiner Seite. Ein Häuptling spricht nicht selbst, sondern lässt Nachrichten durch seinen Sprecher überbringen. Man kann in ihn einen Vertreter des diplomatischen Dienstes sehen, aber auch einen Gesetzessprecher. Der Sprecher ist daneben aber auch zuständig für die Ausübung von Trankopfern.
 Obaatan  

Obaatan heißt Elternteil. Sein Symbol ist das Ei, aus dem alle anderen Häuptlinge hervorgingen. Ein Obaatan ist der Ratgeber des Omanhene. Wenn dessen Thron vakant ist, schlägt der Obaatan  einen Nachfolger vor.
 Akyampimhene  

Wenn es etwas zu teilen gibt, so ist dies die Aufgabe des Akyampimhene.
 Guantuahene  

Die Funktion des Guantuahene wurde erst in der letzten Dekade des 20. Jahrhunderts eingeführt. An den Guantuahene kann sich jeder wenden, der Schutz und Gnade sucht.
 Nkosuohene  

Der Nkosuohene ist verantwortlich für die Entwicklung einer Region. Auch diese Funktion ist erst in den neunziger Jahren des zwanzigsten Jahrhunderts bei den Fante eingeführt worden. Sie haben dieses Amt von den Aschanti übernommen, die es wahrscheinlich in den achtziger Jahren neu eingerichtet hatten. Dieser Titel wurde eingeführt, um Personen ehren zu können, die nicht unbedingt der königlichen Familie angehören. Auch Ausländer können mit diesem Titel bedacht werden.
 Thronfrau  

Daneben gibt es noch eine Thronfrau. Wenn ein Häuptling sein Amt antrat, wurde er zumeist mit einem jungen Mädchen verheiratet, auch wenn er schon verheiratet war. Heute ist diese Amtsheirat nicht mehr obligatorisch, obwohl die Vielehe legal ist. Der symbolische Akt genügt. Die Thronfrau sitzt vor dem Chief in der Sänfte.

### Wichtigste militärische Ämter
Tofuhene, Tufohene 

Der Tofuhene ist der „Führer der Krieger“ und als solcher der Führer einer Armee, die sich aus Asafo-Kompanien. Im historischen Fante führte er auch den Titel eines Braffo (Generals).
In der historischen Literatur wird der Tufohene als General der Streitkräfte der Fanti-Nation beschrieben, mitunter wird er auch „Kommandant der Stadtstreitkräfte“ genannt, d. h., er war der Oberbefehlshaber der einzelnen Asafo-Kompanien einer Stadt. Als militärischer Führer war er zwar innerhalb der Stadtstreitkräfte die höchste Autorität und besaß auch in der Stadt Macht und Ansehen, war aber nicht mit dem obersten Häuptling der Stadt identisch.
Im speziellen Fall von Elmina wurde der Tufohen seitens der Holländer mit „Groot Vaandrig“ (Großfähnrich) tituliert.
 Otumfuo, Otumfo, Otumfoe  

Otumfuo ist der Titel des nationalen Oberbefehlshabers. Übersetzt heißt das Wort etwa so viel wie „groß/stark/mächtig in der Schlacht“. Da im Falle von Aschanti der König auch immer gleichzeitig der Oberbefehlshaber seiner Armee war, war in der Vergangenheit Otumfuo auch einer der Titel des Königs von Asante. Im Falle, dass der König nicht anwesend war, führte der Krontihene den militärischen Oberbefehl.
 Krontihene, Kontihene  

Der Krontihene ist der militärische Oberbefehlshaber der Armee in Abwesenheit des Königs.
 Adontenhene  

Der Adontenhene ist der Kommandeur des „Großen Zentrums“ (Adontenfo) der Armee.
Auch die akimische Armee hatte eine Adonan-Division, die von dem Adontenhene geführt wurde. In Akim war der Adontenhene einer der fünf Mpakanfo, d. h. Flügelkommandanten der Armee. Wie alle Häuptlinge war auch er im Okyeman Council vertreten. Im Gegensatz zu den Aschanti stellte in Akim im Falle eines Krieges die Adonan auch die Vorhut und Aufklärungsabteilung des akimischen Heeres. Außer seiner militärischen Kommandofunktion im Falle eines Krieges hatte der Adontehene in Akim jedoch keinerlei zivile Macht.
Eine Agona-Adontendom-Division hatte es bereits in der Armee Denkiras des frühen 17. Jahrhunderts gegeben. Auch hier bildete sie die Vorhut des Heeres. Das Zentrum der Denkira-Armee hieß, zumindest im 19. Jahrhundert, Adamtsinfo.
Ein Adontihen war auch der Kommandeur des „großen Zentrums“ der Elmina-Armee. Gemäß der Verfassung des Edina-Staates von 1928 war die Stellung des Adonihen erblich an die Familie des Ohen (Häuptling) des Dorfes Simeo gebunden.
 Nyimfahene, Nifahene  

Nyimfahene bedeutet Befehlshaber über den rechten Flügel des Heeres (Nifafo = die rechte Hand). Hier gab es zwei Untergruppierungen: Nifa = der rechte Flügel und Nifa nnaase = der halbrechte Flügel.
 Benkumhene  

Der Benkumhene ist der Befehlshaber des linken Flügels in der Schlacht. (Benkumfo = die linke Hand). Auch hier gab es zwei Untergruppierungen: Benkum = der linke Flügel und Benkum nnaase = der halblinke Flügel.
In der Armee Denkiras des 19. Jahrhunderts bildete allerdings die Abwakwaman-Division den linken Flügel.
 Asiabrenyawafoo, Twahene  

Der Twahene ist der Kommandeur der Vorhut (Twafo) einer Armee. Eine spezielle Abteilung der Vorhut sind die Akwansrafo, d. h. Aufklärer, Pfadfinder, Späher.
Der Twi-Begriff Adumpiafoo kann in unseren heutigen Sprachgebrauch mit Pfadfinder, Aufklärer oder im angelsächsischen Sprachgebrauch als Scouts übersetzt werden, welche man im Falle Akims als ein Bestandteil der Leib- und Schutzgarde des Königs verstehen könnte, als auch als militärische Aufklärungseinheit im Sinne eines Geheimdienstes begreifen könnte. Die akimischen Adumpiafoo waren es z. B., welche den akimischen König Aninkwatia begleiteten, als er und sein Stamm nach Banso auswanderten. Sie und ihre Familien waren kurz darauf Besitzer des Landes der Region Pano (in und um die Stadt Pano). Auf diesem Territorium gründeten sie einige Zeit später Tete. Tete und Pano stellten daher eine eigene gemeinsame militärische Einheit innerhalb der akimischen Armee, welche sich Asiabrenyawafoo (= Patrouillen) nannte.
 Nkyidomhene  

Nkyidom oder Kyidomfo ist die Nachhut. Er sammelt die Soldaten ein, die zurückgelassen wurden, und schickt sie zum Heer zurück. Während des Odambea-Fests sitzt der Nkyidom grundsätzlich in der letzten Sänfte.
 Ankobihene  

Die Ankobifo ist die Reserve.
 Anantahene  

Der Anantahene war „das Haupt der königlichen Waffen“ zu Zeiten Opokus (reg. 1720–1750). Er wurde auch als der „Chef der langen Gewehre“ bezeichnet und war zuständig für die Ausrüstung und Funktion der europäischen Feuerwaffen für die königliche Leibgarde. Der Name rührt von den langen, zumeist doppelläufigen Flinten des frühen 18. Jahrhunderts her. Daneben war der Anantahene auch für die königliche Leibgarde verantwortlich.
 Nkwarahene  

Der Nkwarawahene war der „Heeres-Waffenmeister“ oder auch „Chef der kurzen Gewehre“. Er war zu Zeiten Opokus (reg. 1720–1750) für die Bewaffnung des Aschanti-Heeres mit Feuerwaffen zuständig, wobei kürzere Gewehre, zumeist Barrett-Gewehre, bevorzugt wurden, da diese im Felde praktischer zu handhaben waren.
 Odumfo  

Odumfo war das Amt des Henkers. Dieser gehörte mit zur Leibgarde des Königs und ihm waren speziell im Falle von Asante mehrere Folterknechte (Adobrefo) unterstellt. Einem Adobrefo oblag die Ausführung von Folterungen und Hinrichtungen, sofern es sich bei einer Hinrichtung nicht um eine öffentliche Staatszeremonie handelte. Letztere wurde vom Odumfo persönlich ausgeführt.

### Wichtigste religiöse Ämter
Okomfo  

Die wichtigste Person des Hofstaats ist der Priester (Okomfo) oder die Priesterin des Königs. Sie oder er berät den König in allen wichtigen Dingen außerhalb dessen, was nicht Gegenstand von Beratungen des Thronrates oder sonstiger auf Staatsebene existierenden Gremien ist. Beispielsweise wurden Priester in der Vergangenheit häufig um Rat gefragt, ob die Zeit günstig ist für Krieg oder für eine Heirat. Zumeist handelte es sich dabei bei den Akan allerdings um Orakel eines Gottes bzw. um die Hauptpriester des jeweiligen Schreines.
 Mankrado  

Der Mankrado ist zuständig für die rituelle Reinigung. Er taucht Zweige ins Wasser und besprengt damit den Omanhene. Der Mankrado hat immer Salz in der Tasche, um die Dinge für den Omanhene schmackhafter zu machen.
Es gibt einen Makrado jedoch nicht nur bei den Akan, sondern z. B. auch bei den Akpafu, einem der Togo-Restvölker. Hier übt er jedoch neben seinen rituellen Funktionen auch das Amt eines „Dorf-Innenministers“ aus.
 Nsumankwahene  

Der Nsumankwahene beobachtet die Orakel. Diese Funktion ist genauso neu wie die des Guantuahene.

## Regalia

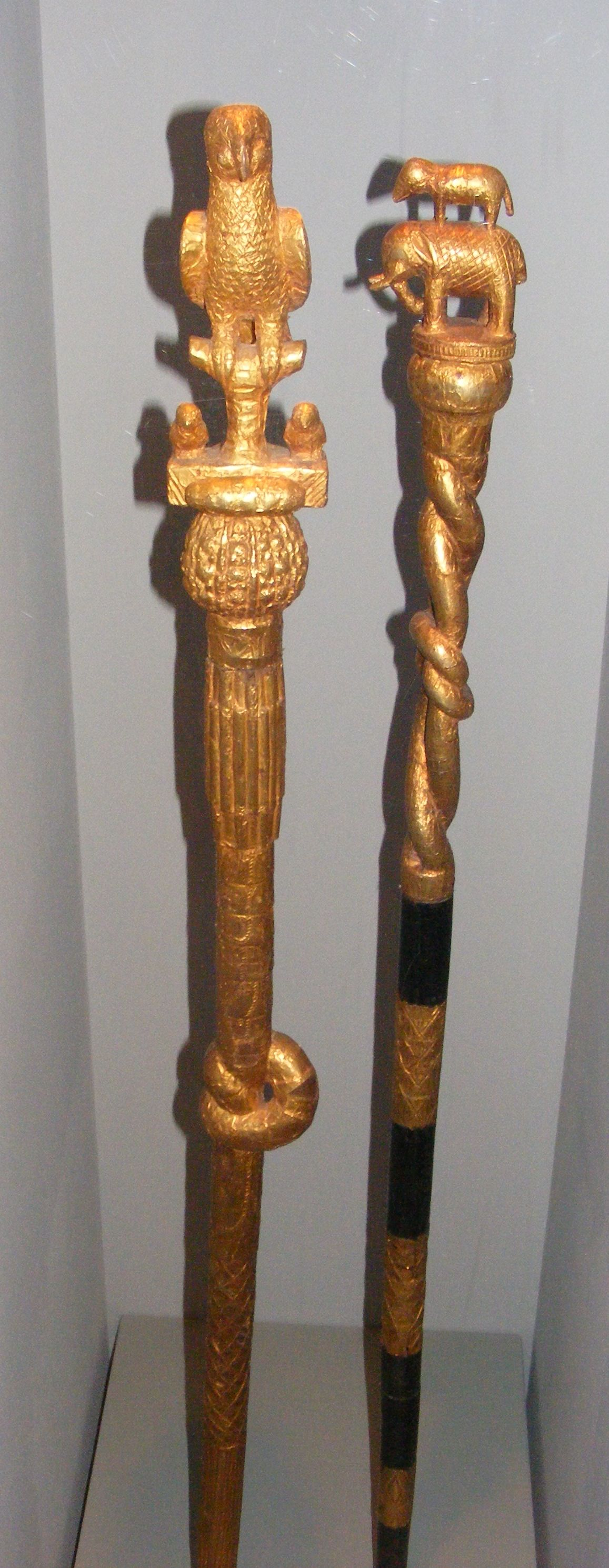
Aschantische Sprecherstäbe

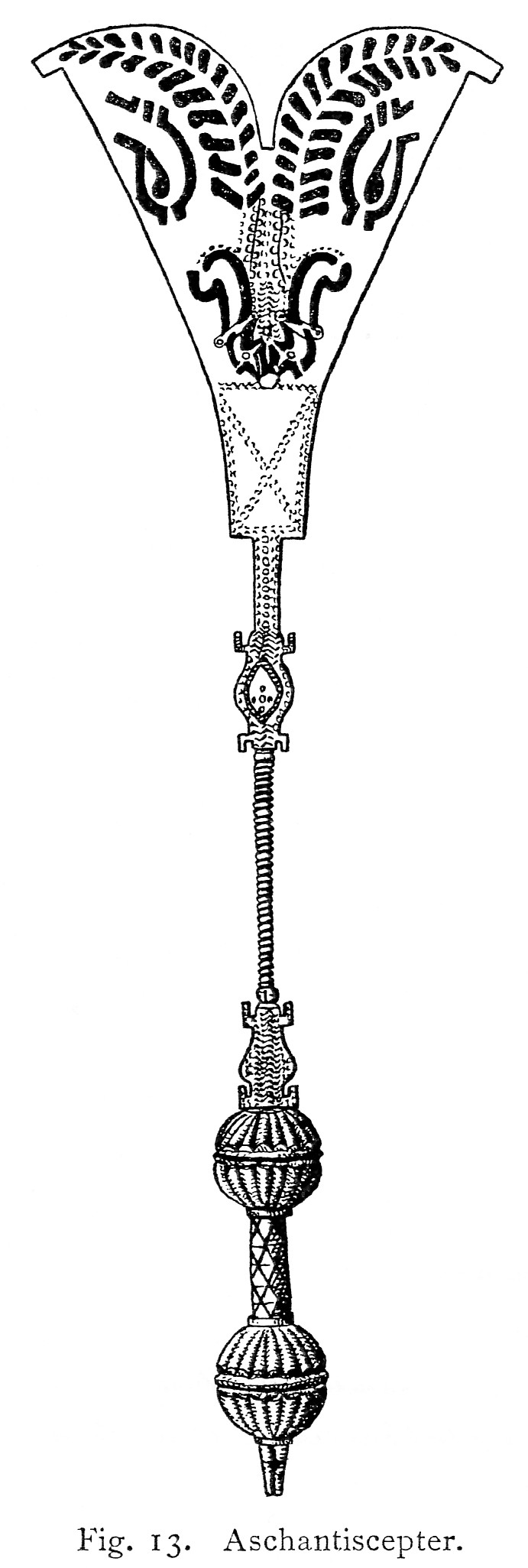
Aschantisches Szepter mit Eidechsen-Ornamentik, Illustration aus Karl Weule, Die Eidechse als Ornament in Afrika, Festschrift für Adolf Bastian 1896, Berlin, 1896

Zum Ornat akanischer Herrscher gehören:
 Persönlicher Schmuck  

Zu besonderen Gelegenheiten tragen Chiefs einen traditionellen Umhang aus handgewebtem Kente-Stoff. Es handelt sich dabei um eine doppelt breite Stoffbahn, die fast sechs Meter lang ist und um den Körper gewickelt wird. Der Stoff wird nicht fixiert, so dass er oft verrutscht. Das analoge Kleidungsstück für Frauen besteht aus zwei kürzeren Stoffbahnen.
Der bei offiziellen Anlässen präsentierte Schmuck ist sehr üppig und war ursprünglich aus Gold; heute gibt es mehr und mehr Imitate. Der Kopfschmuck kann aus Metall oder aus metallverziertem Samt gefertigt sein. Häuptlinge tragen traditionelle Sandalen. Wenn ein Häuptling zurücktritt, zieht er zeremoniell seine Sandalen aus.
 Fliegenwedel  

Bei offiziellen Anlässen hält der Chief einen Fliegenwedel in der einen und ein zeremonielles Schwert in der anderen Hand. Der Fliegenwedel ist aus Tierhaaren gefertigt.
 Staatsschwert  

Das zeremonielle Schwert kommt bei Tieropfern zum Einsatz. Der Häuptling berührt den Hals des Tieres symbolisch, bevor ein anderer den richtigen Schnitt mit einem scharfen Messer setzt.
 Zepter  

Die Abbildung eines Aschanti-Zepters ist bei Karl Weule, Die Eidechse als Ornament in Afrika, Festschrift für Adolf Bastian 1896, Berlin, 1896, S. 178 wiedergegeben.
 Sänfte  

Während eines Umzugs (Durbar) werden einige der Chiefs in einer Sänfte getragen. Subchiefs müssen laufen. Die Sänften haben meistens die Form eines Stuhls oder eines Betts.
 Stuhl  

Anstatt auf einem Thron sitzen Akan-Regenten auf einem Stuhl. Jedes Familienoberhaupt besitzt einen eigenen Stuhl, der nicht nur ein Zeichen seiner Häuptlingswürde und eines damit verbundenen Amtes ist, sondern auch religiöse Inhalte besitzt. Wenn „Stuhlinhaber“ sterben, wird ihr Stuhl geschwärzt und in einem heiligen Raum aufbewahrt. Für den Nachfolger wird ein eigener Stuhl angefertigt. Eine besondere Bedeutung besitzt der Goldene Stuhl, auf dem nur das nationale Oberhaupt sitzen darf, da der Stuhl nicht nur die Nation als solche verkörpert, sondern auch eine Art Tor zur obersten National-Gottheit bzw. Weltenschöpfer darstellt.
 Schirm (Bamkyim)  

Die zeremoniellen Schirme sind riesig und bestehen aus kostbaren Stoffen wie zum Beispiel Seide.
 Spazierstock  

Jeder überregionale Herrscher der Akan besitzt einen oder mehrere Spazierstöcke. Dabei handelt es sich um besonders kunstvoll gearbeitete Exemplare, die zumeist mit vergoldet oder zumindest einem vergoldeten Knauf versehen sind. (siehe Abb.) Diese dienen der Legitimation von Gesandten des Herrschers bei anderen Herrschern in wichtigen Angelegenheiten. Nur der Träger eines solchen Spazierstockes war ermächtigt, im Namen seines Königs zu sprechen und zu handeln.
 Goldene Axt  

Die „Goldene Axt“ war das Kriegssymbol der Aschanti. Das Überbringen der Axt in Verbindung mit einer Botschaft, die ein allerletztes Ultimatum enthielt, stellte das allgemeine Verfahren für eine Kriegserklärung dar. Sandte der Adressat diese Axt nicht innerhalb einer genannten Frist und mit dem, was Gegenstand des Ultimatums war, an den Asantehene (Aschanti-König) zurück, galt der Kriegszustand als ausgerufen. So drohte bspw. auf der Goldküste im Jahre 1881 ein erneuter Krieg zwischen Briten und Aschanti. Die Aschanti hatten in den letzten Februar-Tagen oder Anfang März 1881 die „Goldene Axt“ zu den Briten nach Cape Coast gesandt, zusammen mit der Androhung eines Krieges, wenn sich der britische Gouverneur nicht beim König von Asante entschuldige und ihm seine „Goldene Axt“ zusammen mit 6.000 Pfund in Gold zurückschicke.